# 近鉄アート館
近鉄アート館（きんてつアートかん）は、大阪市のあべのハルカス近鉄本店内にある小劇場。

## 概要
もともとは1988年（昭和63年）11月に近鉄百貨店阿倍野店内に設置されたが、2001年（平成13年）に閉鎖された。
2代目の現行の劇場はそれから13年後の2014年（平成26年）2月22日、同店を改称したあべのハルカス近鉄本店に新しい文化情報発信基地として復活した。2代目の施設には多目的小スペース「SPACE9」が併設されている。
2代目のこけら落としは『片岡愛之助 特別講演』。